# Бирема
Бирема је брод који се највише прославио као старогрчки ратни брод. Развио се из пентеконтера, брода са једним паром весала, у брод са два реда весала на свакој страни. Отуда потиче име брода - „двовесалник“ (грч. διήρης, лат. biremis). Брод је имао на себи и велико једро.
Претпостаља се да су Феничани први користили биреме, а у прилог овоме говори то што је постојање биреме први пут забележено на једном асирском рељефу из 7. века п. н. е.